# Phaulopsis
- Commons
- Wikispecies

Phaulopsis Willd., segundo o Sistema APG II, é um género botânico pertencente à família Acanthaceae, natural da Índia e Ilhas Mascarenhas.

## Sinonímia
- Aetheilema R.Br.
- Phaylopsis Willd., var. ort.
- Micranthus J.C.Wendl.

## Espécies
| - Phaulopsis aequivoca - Phaulopsis barteri - Phaulopsis ciliata - Phaulopsis dorsiflora - Phaulopsis gediensis - Phaulopsis grandiflora - Phaulopsis hispida - Phaulopsis imbricata - Phaulopsis inaequalis | - Phaulopsis latiloba - Phaulopsis longifolia - Phaulopsis major - Phaulopsis marcelinoi - Phaulopsis micrantha - Fia-glavana - Phaulopsis pulchella - Phaulopsis savannicola - Phaulopsis semiconica - Phaulopsis symmetrica - Phaulopsis verticillaris |

## Nome e referências
Phaulopsis Willd., 1799

## Classificação do gênero
| Sistema | Classificação                       | Referência            |
| ------- | ----------------------------------- | --------------------- |
| APG II  | Ordem Lamiales, família Acanthaceae | APweb, versão 9, 2008 |